# فریده رشیدی
فریده رشیدی (۳۰ اسفند ۱۳۶۸) ورزشکار تکواندوی اهل ایران است. او در مسابقات تکواندو قهرمانی آسیا ۲۰۱۴ در دستهٔ کمتر از ۴۹ کیلوگرم مدال برنز کسب کرد.